# Рок (окръг, Небраска)
Вижте пояснителната страница за други значения на Рок.
Окръг Рок (на английски: Rock County) е окръг в щата Небраска, Съединени американски щати. Площта му е 2621 km², а населението - 1756 души (2000). Административен център е град Басет.